# Хатиман-дзукури
Хатиман-дзукури (яп. 八幡造り «стиль Хатимана») — архитектурный стиль главного здания (хондэн) синтоистских храмов в Японии, характерный для храмов, посвящённых божеству Хатиману. 
В этом случае хондэн представляет собой два параллельных здания в стиле нагарэ-дзукури, соприкасающиеся карнизами. 
Переднее здание называется гайдэн (яп. 外殿, внешнее святилище), заднее (являющееся главной частью хондэна) — найдэн (яп. 内殿, внутреннее святилище), между ними располагается внутренняя комнатка аи-но-ма (яп. 相の間). Размеры внутреннего святилища обычно составляют 3 X 2 пролёта, внешнего — 3 X 1 пролёт. И внутренняя, и внешняя часть обычно недоступны и для священнослужителей, так как являются обиталищем ками. Всё здание опоясывает крытая галерея.
Примерами этого стиля являются храмы Уса-дзингу, Ивасимидзу Хатиман-гу. Многие элементы, такие как форма дверей, указывают на связь с дворцами или аристократическими жилищами эпохи Хэйан, особенно в стиле синдэн-дзукури. Сохранилось лишь пять храмов в этом стиле, все они были построены в эпоху Эдо.